# Lejeunea reflexistipula
Lejeunea reflexistipula là một loài Rêu trong họ Lejeuneaceae. Loài này được (Lehm. & Lindenb.) Spruce mô tả khoa học đầu tiên năm 1884.